# Wysiedlenie Ukraińców z Polski do ZSRR

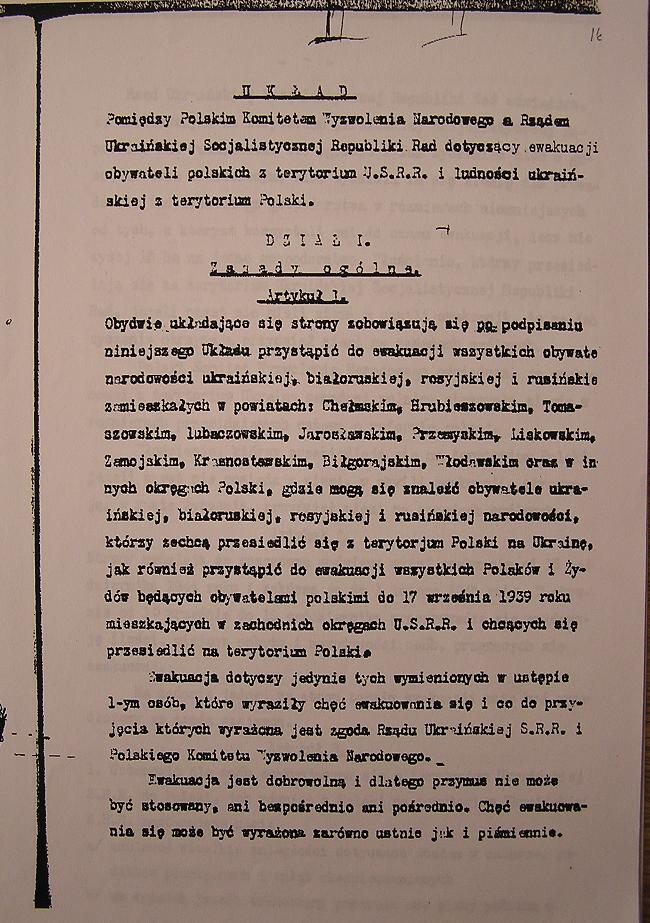
Pierwsza strona układu polsko-ukraińskiego

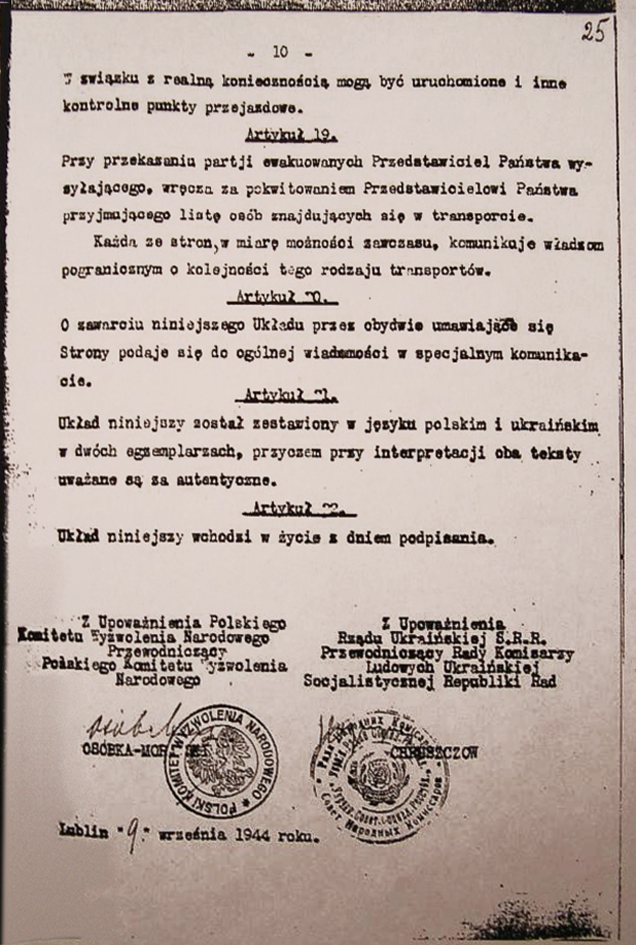
Ostatnia strona układu polsko-ukraińskiego

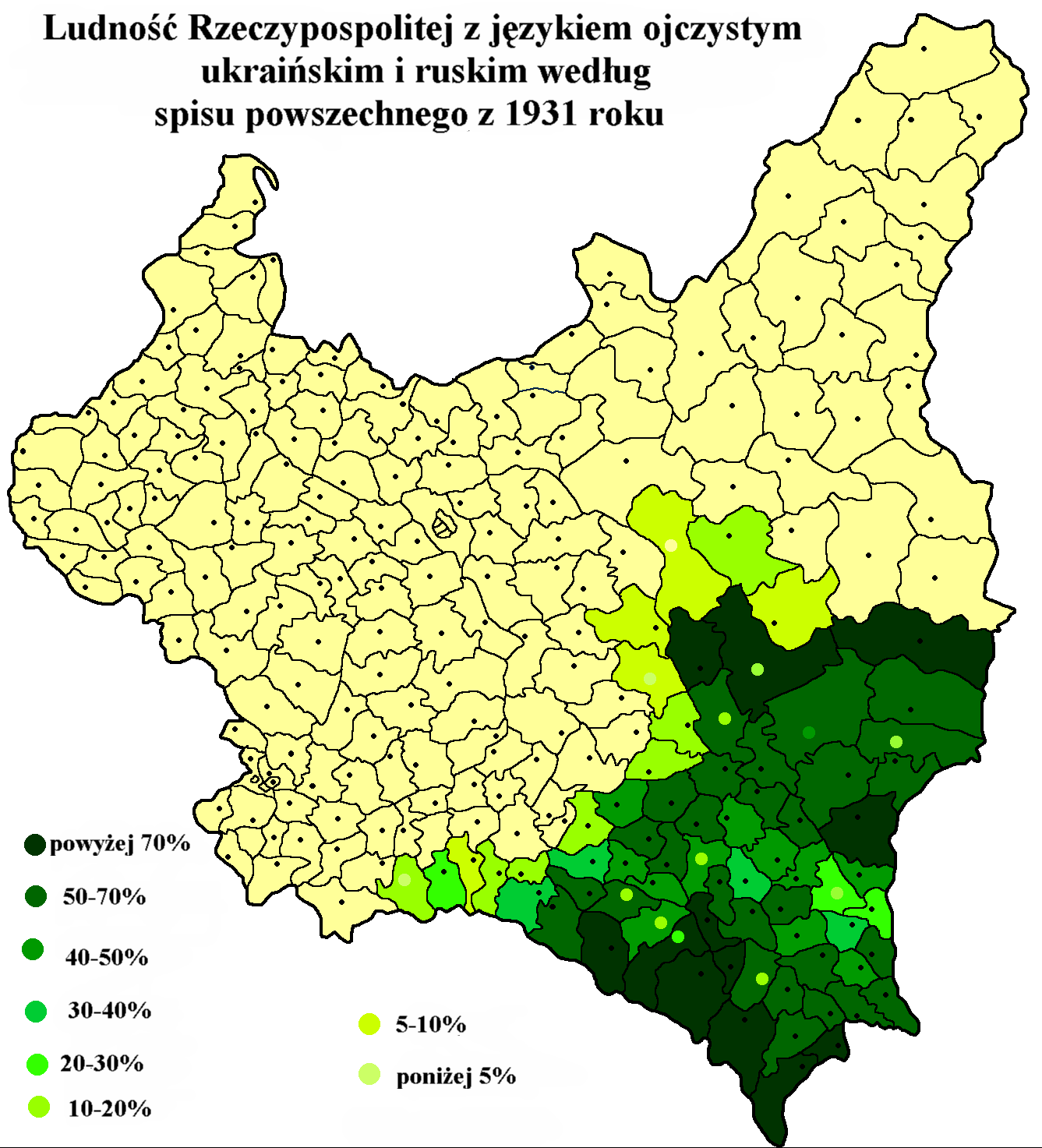
Ludność uważająca język ukraiński za ojczysty (w powiatach) według spisu powszechnego 1931

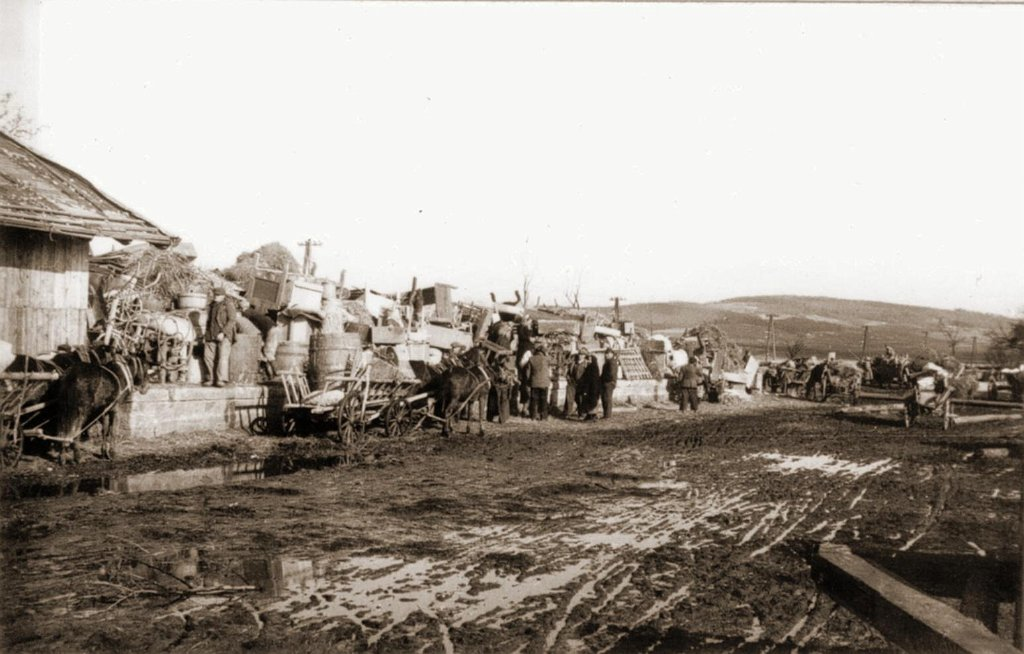
Wysiedlenie Ukraińców do ZSRR (marzec 1946)

Wysiedlenie Ukraińców z Polski do ZSRR – akcja masowych przesiedleń, przeprowadzona w oparciu o kryterium etniczne na polsko-ukraińskim pograniczu narodowościowym w latach 1944–1946. Wysiedlenie to nie objęło całej ludności ukraińskiej. Pozostałe na południowo-wschodnich terenach Polski osoby narodowości ukraińskiej zostały objęte akcją „Wisła”.

## Tło historyczne
Dnia 9 września 1944 PKWN zawarł łącznie trzy umowy międzynarodowe, tzw. Układy republikańskie z trzema republikami radzieckimi: Białoruską, Ukraińską i Litewską. Pełna nazwa tych umów (na przykładzie układu polsko-ukraińskiego) brzmi: Układ pomiędzy Polskim Komitetem Wyzwolenia Narodowego a Rządem Ukraińskiej Socjalistycznej Republiki Rad dotyczący ewakuacji obywateli polskich z terytorium U.S.R.R. i ludności ukraińskiej z terytorium Polski. Układ dotyczył m.in. przesiedlenia ludności ukraińskiej z terytorium Polski do USRR i obywateli polskich z terytorium USRR do Polski. Z polskiej strony podpisał ją przewodniczący PKWN Edward Osóbka-Morawski, z ukraińskiej – przewodniczący Rady Komisarzy Ludowych USRR Nikita Chruszczow. Dawała ona podstawę do wysiedlenia osób narodowości ukraińskiej, białoruskiej, rosyjskiej i rusińskiej z Polski do USRR, oraz przesiedlenie w nowe granice Polski Polaków i Żydów, którzy do 17 września 1939 byli obywatelami polskimi.
Szczegółową interpretację układu zawierała tajna instrukcja wykonawcza, przekazana rządowi polskiemu 22 września 1944 przez przedstawiciela ZSRR przy PKWN – gen. Nikołaja Bułganina.
Przedstawicielami głównymi rządu polskiego do spraw ewakuacji ludności ukraińskiej z Polski byli: Mieczysław Rogalski (do 30 kwietnia 1945) oraz Józef Bednarz (od 1 maja 1945 do 11 marca 1947). Pełnomocnikami głównymi rządu USRR byli Mykoła Pidhornyj (Nikołaj Podgorny), późniejszy przewodniczący Prezydium Rady Najwyższej ZSRR, i M. Romaszczenko (od 1 stycznia 1946).

## Organizacja
Strona sowiecka wyznaczyła Głównego Pełnomocnika, a polska – Głównego Przedstawiciela. Ich siedzibą był Lublin. Do pomocy wyznaczono im po dwóch zastępców oraz pełnomocników i przedstawicieli rejonowych, ekspertów i pomocniczy personel techniczny.
Na miejsce urzędowania pełnomocników i przedstawicieli rejonowych wyznaczono:
- po stronie polskiej – Włodawę, Chełm, Zamość, Krasnystaw, Biłgoraj, Hrubieszów, Lubaczów, Jarosław, Przemyśl, Lesko;
- po stronie sowieckiej – Małą Włodawkę, Łyczków, Przewóz, Uściług, Sokal, Parchacz, Rawę Ruską, Krakowiec, Medykę, Niżankowice, Laskowiec, Ustianową.

Po obu stronach zastrzeżono sobie możliwość utworzenia punktów również w innych miejscach.

## I etap repatriacji
Obszar objęty akcją to teren województw rzeszowskiego, lubelskiego i krakowskiego. Podzielono go na 15 rejonów, w każdym działała osobna tzw. „komisja polsko-ukraińska”. Zajmowały się one zbieraniem zgłoszeń do wyjazdu, przygotowywaniem list przesiedleńców i kart ewakuacyjnych, szacowaniem i opisywaniem mienia, organizowaniem transportu.
Komisje współpracowały z lokalną administracją terenową oraz Państwowym Urzędem Repatriacyjnym. Ponieważ nie zdawano sobie sprawy, o jaką liczbę osób może chodzić, w końcu 1944 przeprowadzono spis. Kryteria spisu nie były jasno sformułowane, generalnie utożsamiano narodowość z wyznaniem. Wykazał on istnienie mniejszości ukraińskiej, liczącej około 500 tysięcy osób. Władze uznały ten rachunek za przesadzony.
Umowy z Ukrainą i Białorusią przewidywały, iż od 15 września do 15 października 1944 roku przeprowadzona zostanie rejestracja chcących się przesiedlić, a sama operacja transferu potrwa od 15 października 1944 do 1 lutego 1945, co okazało się zupełnie nierealne.
Zachętami do wyjazdu miało być zwolnienie od wszystkich podatków i opłat ubezpieczeniowych i anulowanie wszystkich zaległych płatności. Obiecywano, że za pozostawione mienie i zasiewy (które zostały opisane) w nowym miejscu otrzyma się ekwiwalent, jak również gwarantowano otrzymanie ziemi (do 15 ha) w nowym miejscu.
Dla opornych przewidziano inne bodźce: ludność ukraińską wyłączono z reformy rolnej PKWN, zlikwidowano szkolnictwo ukraińskie, odmówiono uznania Ukraińskiej Cerkwi Greckokatolickiej, a działalność Polskiego Autokefalicznego Kościoła Prawosławnego znacznie ograniczono.
Pomimo tych bodźców ludność ukraińska niezbyt chętnie decydowała się na wyjazd. Do połowy 1945 (do kiedy to stosowano zasadę dobrowolności) wyjechało około 80 tysięcy osób.
W związku ze słabym odzewem władze zdecydowały się na rozmowy. 24 lipca 1945 zorganizowano spotkanie przedstawicieli rządu polskiego z kilkunastoma przedstawicielami ludności ukraińskiej (J. Konstantynowicz, M. Korolko, P. Dudka, W. Wojtowicz, J. Czolij, I. Wizeruk, A. Nazarewicz, J. Maślak i inni), powołanymi osobiście przez premiera Edwarda Osóbkę-Morawskiego. Delegaci ukraińscy oświadczyli, że:
- nie zamierzają opuszczać ziem zamieszkiwanych od wieków;
- są obywatelami polskimi i oczekują traktowania zgodnego z Konstytucją RP;
- domagają się równości w dostępie do reformy rolnej;
- domagają się swobód religijnych;
- domagają się otwarcia szkół z ukraińskim językiem nauczania;
- domagają się zezwolenia na reaktywację ukraińskiego ruchu spółdzielczego;
- proszą o zgodę na założenie ukraińskiej partii demokratycznej;
- proszą o amnestię dla „przestępców politycznych”.

Rząd zobowiązał się do realizacji większości postulatów po zakończeniu akcji.
I etap repatriacji trwał od 15 października do 31 grudnia 1944. W tym czasie wyjechało z Polski 19 899 Ukraińców (5035 rodzin), w tym 4025 osób z powiatu chełmskiego, 3902 osoby z powiatu hrubieszowskiego, 3380 osób z powiatu tomaszowskiego i 1862 osoby z powiatu zamojskiego. Byli to głównie mieszkańcy wsi spalonych wiosną i latem 1944 przez polskie oddziały partyzanckie.

## II etap repatriacji
II etap trwał od 1 stycznia do końca sierpnia 1945. Zimą repatriacja została wstrzymana z powodu ciężkich warunków atmosferycznych. Wiosną 1945 wyjechali mieszkańcy terenów zniszczonych podczas walk o przełamanie obrony niemieckiej w rejonie Przełęczy Łupkowskiej i Dukielskiej. Była to praktycznie ostatnia grupa osób, która dobrowolnie zgłosiła się na wyjazd do USRR.
W obliczu niepowodzenia dotychczasowych działań całej operacji, podjęto w Warszawie decyzję o przymusowym przesiedleniu pozostałych Ukraińców. Powołano się przy tej decyzji na przedwojenne prawo, dające możliwość wysiedlenia z terenów nadgranicznych osób zagrażających państwu. Wysiedleniu podlegali również Ukraińcy służący w tym czasie w Armii Czerwonej, przy tym czyniono to na podstawie również przedwojennego rozporządzenia, które odbierało obywatelstwo polskie osobom służącym w obcej armii.

## III etap repatriacji
22 sierpnia 1945 komunistyczne władze polskie skierowały na tereny podległe repatriacji oddziały 3., 8. i 9. Dywizji Ludowego Wojska Polskiego. Do ich obowiązków należało zapewnienie bezpieczeństwa wysiedleń, konwojowanie ludności do punktów zbiorczych, ochrona pozostawionego mienia. 3 września dywizje te rozpoczęły działania w terenie.
III etap trwał od 1 września do 31 grudnia 1945. W tym etapie wyjechało z Polski 81 806 osób (22 854 rodziny).
W tym czasie rozpoczęły się przymusowe wysiedlenia z powiatów: leskiego, przemyskiego, sanockiego i lubaczowskiego.
W miarę postępów akcji wysiedleńczej wojska przenosiły się do pozostałych powiatów, zamieszkanych przez ludność ukraińską. Na Łemkowszczyźnie rozpoczęto wysiedlenia z miejscowości położonych w pasie granicznym, wykorzystując jako podstawę prawną rozporządzenie ministra spraw wewnętrznych 22 stycznia 1937 o obszarze granicznym państwa.
Aresztowano greckokatolickiego biskupa przemyskiego Jozafata Kocyłowskiego, próbując bezskutecznie zmusić go do wydania odezwy wzywającej wiernych i duchownych do wyjazdu na Ukrainę.
W odpowiedzi na rozpoczęcie przez wojsko przymusowych wysiedleń, dowódca UPA w Polsce – płk „Orest” wydał 9 września 1945 rozkaz zaatakowania komisji przesiedleńczych i oddziałów Ludowego Wojska Polskiego, pomagających w wysiedleniach oraz palenia wysiedlonych wsi w celu zatrzymania osadnictwa polskiego. Atakowano również linie kolejowe, stacje, mosty, wiadukty. Podobne rozkazy wydał przewodniczący OUN na Polskę „Stiah”.
Decyzja ta spowodowała w polskim społeczeństwie poczucie realnego zagrożenia ze strony UPA i dała władzom polskim dodatkowy argument przymusowości wysiedleń.

## IV etap repatriacji
Odbywał się od 1 stycznia do 15 czerwca 1946.
Po podpisaniu 14 grudnia 1945 dodatkowego protokołu do Układu i zakończeniu 15 stycznia 1946 ostatecznego terminu rejestracji, wznowiono wysiedlanie ludności ukraińskiej. W 1946 oddziały Ludowego Wojska Polskiego dokonały pacyfikacji kilku wsi, m.in.: Terka (33 ofiary), oraz w Zawadce Morochowskiej, w miejscowości, w której 96 mieszkańców wsi zostało zamordowanych przez żołnierzy 34 pp z 8 DP.
5 kwietnia 1946 utworzono Grupę Operacyjną „Rzeszów” pod dowództwem gen. Jana Rotkiewicza. GO „Rzeszów” podporządkowano wszystkie działające na tym terenie jednostki 3, 8, 9 DP, 14 i 18 pp, oraz wszystkie siły WOP, KBW, MO i UBP.

26 kwietnia 1946 gen. Stefan Mossor wydał rozkaz dowódcom GO „Rzeszów”, Lubelskiego Okręgu Wojskowego i Krakowskiego Okręgu Wojskowego, aby do 15 czerwca wysiedlić 14 045 rodzin ukraińskich, które według danych komisji przesiedleńczych przebywały jeszcze na tym terenie. Aby to osiągnąć, zwiększono ilość wysiedlanych rodzin z 100 do 500 dziennie. 26 czerwca 1946 (a więc po upłynięciu terminu umowy) wyciągnięto siłą z pałacu biskupiego biskupa Jozafata Kocyłowskiego. NKWD uwięziło go i wywiozło do USRR. 27 czerwca 1946 aresztowano biskupa Hryhorija Łakotę i członków przemyskiej kapituły greckokatolickiej.
Złamanie zasady dobrowolności pozwoliło wysiedlić w tym okresie 252 422 osoby (47 192 rodziny).

## Bilans
Łącznie w czasie całej akcji repatriacji ludności ukraińskiej przesiedlono około 480 tysięcy osób (122 450 rodzin), w tym:
- z województwa krakowskiego – 21 776 osób;
- z województwa rzeszowskiego – 267 790 osób;
- z województwa lubelskiego – 190 734 osoby.

6 maja 1947 rządy Rzeczypospolitej Polskiej i Ukraińskiej Socjalistycznej Republiki Radzieckiej wydały wspólny komunikat o zakończeniu przesiedlenia obywateli polskich z terytorium USRR do Polski i ludności ukraińskiej z terytorium Polski do USRR.